# Black Mark Production
La Black Mark Production è una etichetta discografica indipendente specializzata in metal estremo e heavy metal.

## Storia della Black Mark Production
L'etichetta, con sede in Svezia, è stata fondata da Quorthon per essere l'etichetta dei suoi Bathory. La casa ha posto sotto contratto anche gruppi come Edge of Sanity, Morgana Lefay, Nightingale, Cemetary, Fleshcrawl e 8 Foot Sativa.
Dopo la morte di Quorthon l'etichetta è gestita dal padre di Quorthon, Börje "Boss" Forsberg (1944-2017).